# Museu Casa do Assento
O Museu Casa do Assento é um museu etnográfico localizado na freguesia de Friande, no conselho de Felgueiras. O foco principal de seu acervo é a preservação da tradição local e os ciclos de atividades rurais, sendo sua coleção dividida em 4 grandes áreas, a saber: Núcleo do Azeite, Núcleo do Vinho, Núcleo do Pão e Núcleo do Linho.

## História
Foi fundado na data de 15 de Agosto de 1993 por Américo da Cunha Ferreira Leite (1935-2001), que deixou como herança para a Câmara Municipal de Felgueiras o Museu e seu recheio, legando o usufruto aos seus irmãos, que posteriormente também o venderam à Câmara em Maio de 2002.
A casa onde o museu funciona originalmente era uma residência paroquial e, por este motivo, lá eram realizados os assentos dos baptismos e outros registros. Daí provém o nome "Casa do Assento" . Posteriormente foi ocupada pela Família Ferreira Leite, que ali viveu até a conversão total da casa em museu, sendo um exemplo bem particular de núcleo museológico que floresceu a partir de um núcleo familiar, particularmente na figura de Américo da Cunha Ferreira Leite através de seu interesse e investimentos na preservação da memória local. 

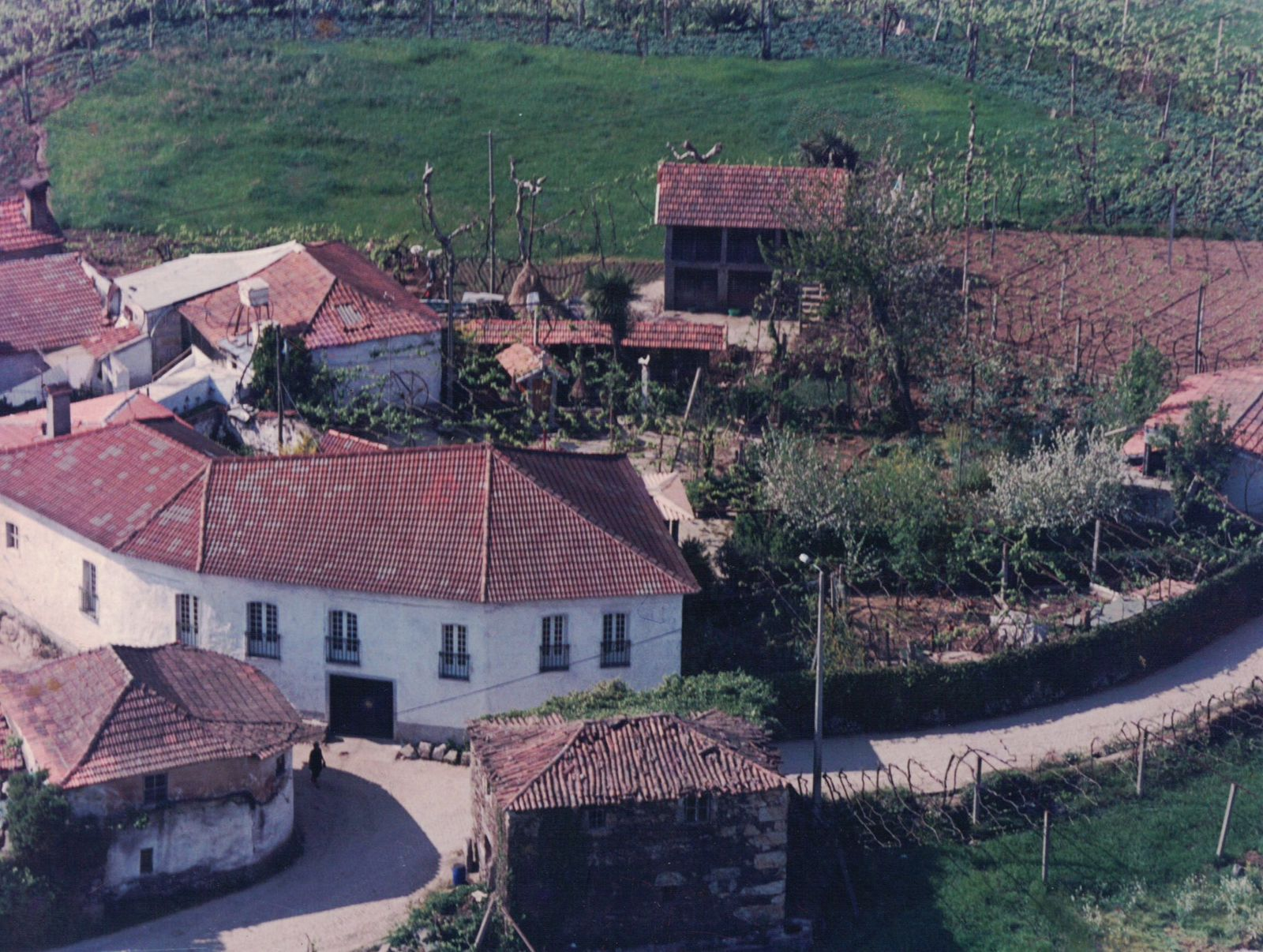
Prédio do Museu Casa do Assento quando ainda era propriedade de Américo da Cunha Ferreira Leite.